# Wróblewští
Wróblewští (polsky Wróblewscy herbu Ślepowron, mužská podoba příjmení Wróblewski / ženská Wróblewska) je polský šlechtický rod.

## Významní členové rodu
- Bazyli Wróblewski – zakladatel rodu
- Franciszek Józef Wróblewski (1789–1857), doktor a politický aktivista, vyznamenán ruským řádem sv. Anny
- Ludwik Franciszek Wróblewski (1814–1870), doktor, vyznamenán ruským řádem sv. Anny
- Józef Onufry Wróblewski (1817–1873), poručík ruských vojsk
- Piotr Onufry Wróblewski (1843–1909), veterán lednového povstání, poručík
- Bronisław Wróblewski (1888–1941), právník a lektor
- Andrzej Wróblewski (1927–1957), malíř
- Jerzy Wróblewski (1926–1990), právník
- Jan Wróblewski (1882–1967), podnikatel
- Mariusz Józef Wróblewski (1991), historik a genealog